# Josep Pla
Josep Pla i Casadevall, también citado como José Pla (Palafrugell, 8 de marzo de 1897-Llufríu, 23 de abril de 1981), fue un escritor y periodista español en lenguas catalana y española. Su original y extensa obra literaria, que abarca de forma ininterrumpida seis décadas y más de 30 000 páginas, fue esencial en la modernización de la lengua catalana y en la divulgación de las costumbres y tradiciones locales. Sus artículos de opinión, sus crónicas periodísticas y sus reportajes sociales de numerosos países constituyen también un singular testimonio de la historia del siglo XX. Todo ello le ha consagrado de forma unánime como el prosista más importante de la literatura catalana contemporánea.

## Biografía

### Infancia y adolescencia

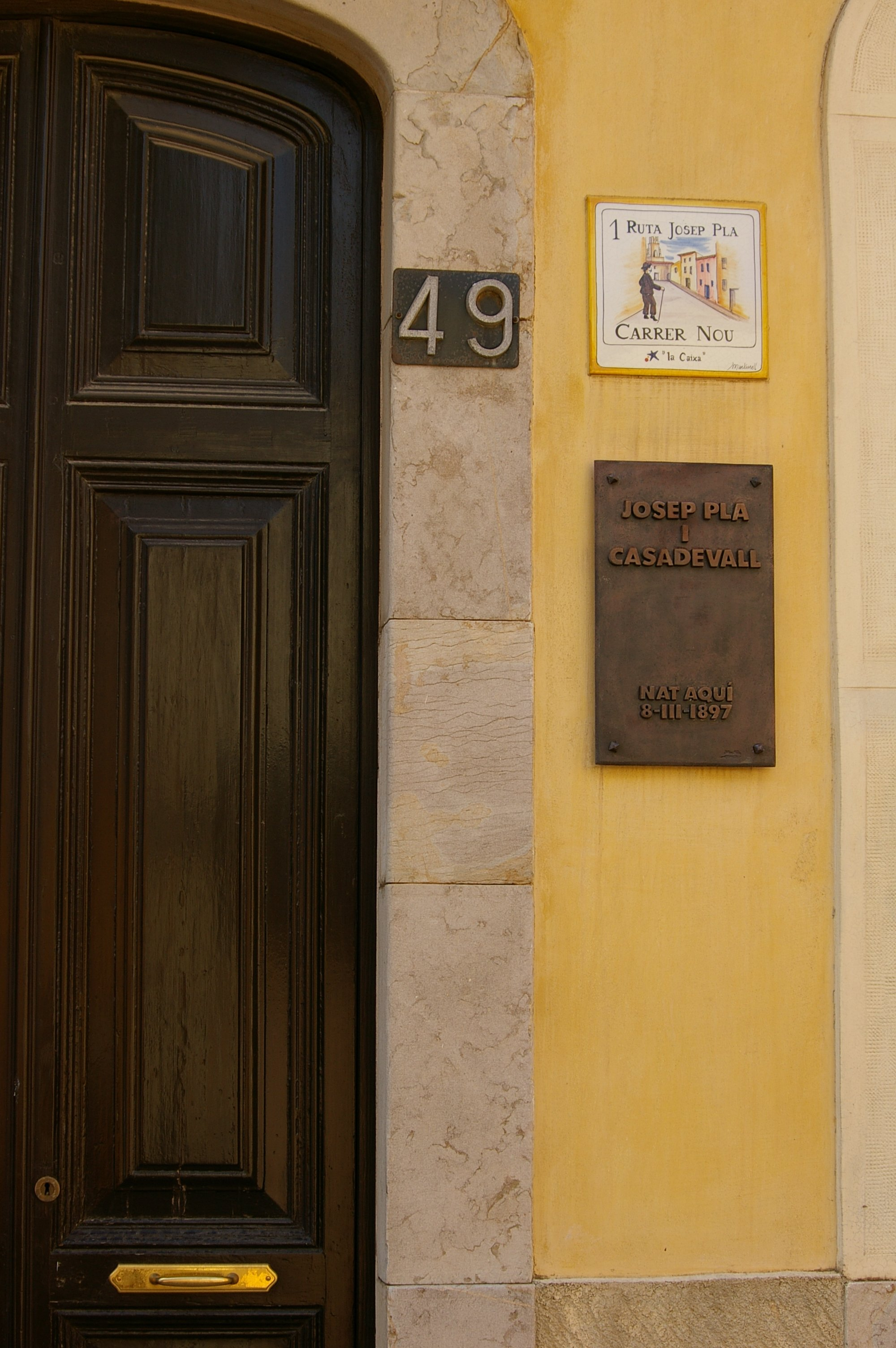
Casa natal de Josep Pla, en la calle Nueva (carrer Nou) de Palafrugell.

Hijo de una familia de modestos propietarios rurales, el mayor de cuatro hermanos, estudió el bachillerato en la ciudad de Gerona, donde estuvo internado desde 1909 en el Colegio de los Maristas. El último curso (1912-13) se examinó por libre porque fue expulsado del internado. En 1913 se matriculó en Ciencias en la Universidad de Barcelona e inició estudios de Medicina, pero en mitad de curso cambió de idea y se matriculó en Derecho sin demasiado entusiasmo, con la idea de convertirse en notario.
Instalado en pensiones y apasionado por la lectura y la observación desde muy joven, el vacío que percibía en la vida universitaria no le privó de adaptarse a otro ambiente que canalizaría su desorientación intelectual de juventud: la Peña del Ateneo Barcelonés, con la biblioteca y sobre todo la tertulia diaria que allí tenía lugar con personajes como Josep M. de Sagarra, Eugenio d'Ors o Francesc Pujols. De esta época juvenil proviene su admiración por Pío Baroja —una referencia constante para su generación— y la influencia de Alexandre Plana, amigo y maestro de juventud, al que atribuyó nada menos que su decisión de alejarse del amaneramiento novecentista y apostar definitivamente por una literatura para todo el mundo basada en «la inteligibilidad, la claridad y la sencillez», ideas que serían su divisa estilística a lo largo de su carrera literaria.

### Juventud y primeros escritos
En 1919 se licencia en Derecho y comienza a trabajar profesionalmente en el periodismo, primero en el periódico fundado por Rafael Roldós, Las Noticias, y al poco tiempo en la edición nocturna de La Publicidad. Comienza su periplo como corresponsal en distintos destinos (París, Madrid, Portugal, Italia, Berlín). Catalanista moderado, en 1921 es elegido diputado de la Mancomunidad de Cataluña por la Lliga Regionalista en su comarca natal. 
En 1924, a causa de un artículo crítico con la política militar en el Protectorado español de Marruecos, sufre un proceso militar que le impide regresar a España en los años siguientes. Durante su exilio en París, trató —y conspiró— con algunos de los principales opositores catalanistas a la dictadura de Primo de Rivera, como Francesc Macià. Continúa viajando por Europa (Unión Soviética, Reino Unido) y en 1925 publica su primer libro, Coses Vistes —una recopilación de descripciones paisajísticas, narraciones breves, retratos literarios y evocaciones autobiográficas— con el que obtuvo un gran éxito de crítica y público, y que se agotó en una semana. Se trataba de un buen anticipo de su estética: «escribir sobre las cosas que he visto». A finales de 1925 se publicó su segunda obra —Rússia—, escrita a partir del viaje de seis semanas a la URSS en compañía de Eugeni Xammar y acogido en casa de Andreu Nin. En 1927 pudo regresar a España, dejó La Publicitat, de línea progresista próxima a Acció Catalana, y fichó por La Veu de Catalunya, el periódico de la Lliga, de tendencia liberal-conservadora. Inició entonces una relación de mecenazgo con Francesc Cambó —líder del catalanismo moderado—, cuyas famosas tertulias frecuentó asiduamente y del cual publicó poco después una biografía política muy favorable al personaje, por entonces enfrentado a los sectores republicanos e izquierdistas.

### República y guerra civil
En abril de 1931, la misma mañana de la proclamación de la República, es enviado a Madrid por Cambó como corresponsal parlamentario de La Veu y se convierte en observador directo de los primeros días del nuevo régimen. El dietario madrileño de esos meses, de gran valor histórico, está recogido en su obra Madrid. El advenimiento de la República. Permaneció en la capital de España durante casi todo el periodo republicano (1931-1936), ejerciendo de cronista parlamentario, lo que le permitió relacionarse con las élites políticas y culturales españolas. Pla, que no era ni antirrepublicano ni antimonárquico, sino un pragmático que buscaba la modernización del Estado, manifestó en un primer momento cierta simpatía por la República: cree que el nuevo sistema político puede cuajar en España si se consolida siguiendo el modelo de la República Francesa, aunque poco a poco se va desencantando con el curso que toman los acontecimientos hasta considerarlo una completa «locura frenética y destructora».
Alegando razones de salud, abandona un Madrid convulso y muy peligroso pocos meses antes de comenzar la guerra civil española. Tampoco Barcelona le parece segura y huye en barco de la Cataluña republicana en dirección a Marsella, en septiembre de 1936, en compañía de Adi Enberg, ciudadana noruega nacida en Barcelona con la que mantenía una relación formal desde años atrás (se presentaron incluso como matrimonio durante algunos años). Adi Enberg trabajaba para SIFNE, el Servicio de Información de la Frontera Noreste, un servicio de espionaje franquista financiado por Francesc Cambó, tareas con las que algunas fuentes afirman que colaboró también Pla (por ejemplo durante su estancia en Marsella). Continúa su exilio en Roma, donde escribe por encargo de Francesc Cambó buena parte de la monumental Historia de la Segunda República Española, publicada en 1939 y que Pla se negaría a reeditar y a incluir en su Obra Completa. En el otoño de 1938, Adi Enberg y Pla se desplazan a Biarritz y desde ahí logran llegar a San Sebastián e incorporarse a la España franquista. En enero de 1939 entra en Barcelona integrado en las tropas franquistas, junto a Manuel Aznar y otros periodistas. Entre febrero y abril de 1939, en que acaba la guerra, se convierte en subdirector de La Vanguardia, bajo la dirección de Aznar.

### Posguerra

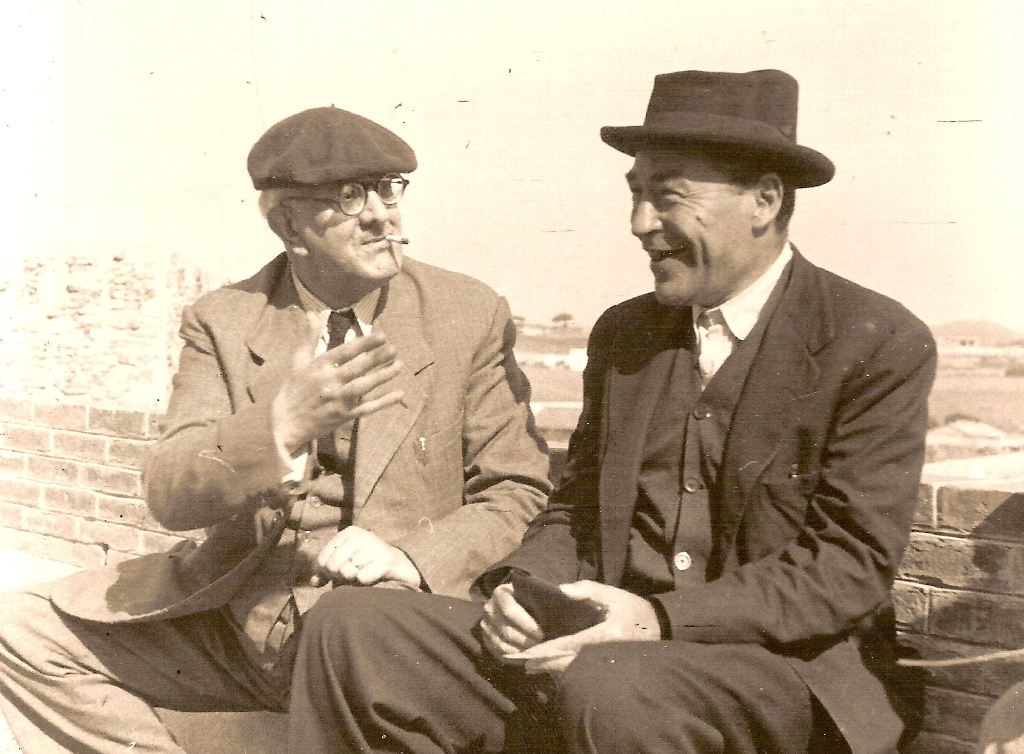
Josep Pla (derecha) junto al también escritor catalán Manuel Brunet.

Desbordado por la marcha de los acontecimientos de la inmediata posguerra y ante el fracaso imprevisto de su proyecto en La Vanguardia, se retira al Ampurdán en una suerte de exilio interior y se separa de Adi Enberg. En septiembre de 1939 publica su primer artículo en Destino, el semanario que sus amigos catalanes crearon en Burgos y en el que empezará a escribir semanalmente unos meses después, desde febrero de 1940. Son los años en que viaja por su comarca natal, redescubre sus paisajes y sus gentes, sus pueblos pequeños y el mar. También asume su condición personal de hereu (heredero primogénito) y pequeño propietario rural, al heredar la masía familiar en usufructo, y nunca más volverá a residir en Barcelona.
Gracias a su colaboración regular con la revista Destino, de la cual acabará siendo uno de sus principales impulsores, vuelve a viajar por el mundo, ya no como corresponsal, sino como periodista observador, lo que le permite realizar magníficos reportajes: visita Francia, Israel, Cuba, Nueva York, Oriente Medio, América del Sur y la Unión Soviética. De Israel, por ejemplo, dejó un testimonio único de sus primeros años de existencia como Estado: lo visitó en 1957, arribando a Tel Aviv en uno de los barcos procedentes de Marsella, que iban cargados de ilusionados judíos procedentes de la diáspora. Llegó durante la construcción entusiasta de las ciudades y asombrosas infraestructuras hebreas en pleno desierto.
Como curiosidad, Pla tenía predilección por los viajes en lentísimos petroleros, que le permitían escribir tranquilamente sus obras y prescindir de las distracciones derivadas del contacto con turistas.

### Elaboración de la Obra Completa
A partir de la segunda mitad de los años 1950 continúa viajando e inicia la preparación de su Obra Completa, tarea a la que se dedicará de lleno también durante la década siguiente. Es una etapa crucial en su trayectoria ya que supone una reescritura casi total de su obra y la construcción del programa estilístico planiano, con el que trascenderá el periodismo y consolidará su estilo. Mientras tanto, resurge poco a poco la cultura en lengua catalana, al tiempo que el antifranquismo nacionalista le va marginando, pese a ser ya entonces el escritor más leído en lengua catalana: no le perdonan su apoyo a los franquistas durante la guerra civil, ni su convivencia aparentemente no conflictiva con el régimen (Pla confía en una evolución pacífica y ordenada hacia la democracia), ni siquiera le perdonan su desdén hacia las formas literarias de ficción. Sin embargo, como ha observado Xavier Pericay, traductor y especialista de la obra de Pla, su correspondencia con su editor Cruzet demuestra el relevante papel que tuvo Pla en la resistencia cultural contra el régimen.
Con todo, su actitud desdeñosa hacia la izquierda política y hacia algunas figuras políticas y culturales catalanistas hizo que, al igual que sucedió con Dalí, la cultura progresista le negase el pan y la sal en forma de premios (fue controvertida la negativa a concederle el Premio de Honor de las Letras Catalanas, la máxima distinción política concedida a los escritores en Cataluña), le alejasen de su revista de toda la vida (Vergés vendió Destino a la Banca Catalana de Jordi Pujol, que le censuró un artículo crítico con el Portugal revolucionario, y Pla abandonó la revista en 1976, tras 36 años de colaboración semanal ininterrumpida) y no se le reconociese completamente su valía hasta varios años después.
No obstante, a pesar del vacío que muchos le hacían, y ya con 80 años, no por ello dejó de expresar su opinión, en esos primeros años de la Transición: «La izquierda ha hecho siempre lo mismo: su aberración de la realidad del país la mantiene, como siempre, en su ignorancia antediluviana. Hablan mucho, pero no dicen nada. [...] Quieren ante todo ganar las elecciones y, una vez sentados en sus poltronas, hacer todo lo contrario de lo que han prometido». (Notes del capvesprol, 1979)

### Últimos años

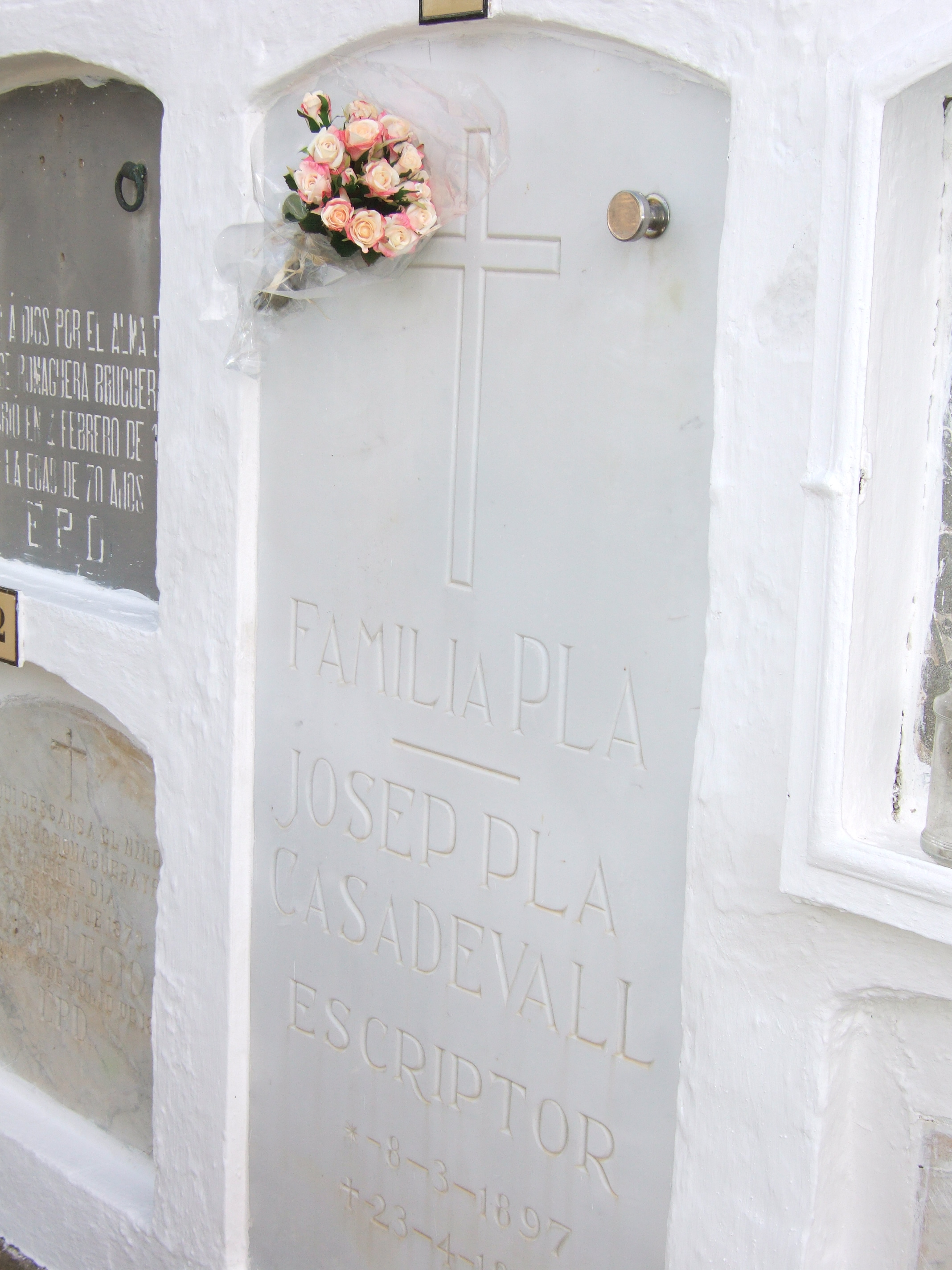
Tumba de Pla en el cementerio de Llufríu.

Así y todo, en 1980, ya en el tramo final de su vida, Josep Tarradellas le impuso la Medalla de Oro de la Generalidad de Cataluña. Vale la pena señalar que, en el discurso de agradecimiento por la medalla de oro que también recibió de la Generalidad, Joan Coromines hizo una reivindicación del escritor ampurdanés (quien, a su vez, había dedicado en diversas ocasiones grandes elogios admirativos hacia el monumental trabajo del filólogo).
Pla muere en 1981, en su Bajo Ampurdán natal, dejando publicados 38 volúmenes de la Obra Completa y bastantes papeles inéditos, que han sido publicados de forma progresiva tras su muerte. El año del centenario de su nacimiento, en 1997, produjo un sinfín de homenajes y actos institucionales, convirtiéndole definitivamente en figura indiscutible. 
Veinticinco años después de su muerte se siguen sucediendo los estudios e incluso las polémicas en torno a diversos aspectos literarios y biográficos, algunos todavía no resueltos, que han agigantado su figura y multiplicado el interés por su obra.

## Obra
Pla es uno de los escritores en lengua catalana más destacados del siglo XX. Su obra ofrece una visión completa de la sociedad de su tiempo. Escribió la mayor parte en catalán, idioma en el que se sentía más cómodo, y solo circunstancialmente lo hizo en castellano (por razones de censura o puramente alimenticias), de forma también brillante, casi siempre en colaboraciones de prensa, como las crónicas italianas, balcánicas y nórdicas de los años veinte en El Sol.
Durante los primeros años del régimen franquista, y a causa de la casi total limitación para la edición en catalán, publicó en castellano las siguientes obras: Guía de la Costa Brava (1941), Las ciudades del mar (1942), Viaje en autobús (1942) —considerada una de sus grandes obras, y que prueba su brillante dominio del castellano—, Rusiñol y su tiempo (1942), El pintor Joaquín Mir (1944), Un señor de Barcelona (1945) y La huida del tiempo (1945). En 1946 reeditó con Destino (actualizándolas) sus dos primeras obras en catalán tras la guerra civil (Cartes de lluny y Viatge a Catalunya).
Esta es la descripción de Estocolmo que Pla escribe en Cartes de lluny:

La capital de Suecia es por antonomasia la capital del norte, pero es curioso observar que Estocolmo no tiene nada que ver con la ciudad que nuestra imaginación soleada de meridionales forma cuando piensa en ella. Estocolmo hace pensar en Venecia, en Lisboa. Dicen que recuerda a Constantinopla. En realidad Estocolmo ha sido construida pensando en las divinas formas latinas. La ciudad no tiene nada vertical. Tiene un aire espléndido, holgado y feliz y es de color rosa.
Josep Plá

En 1947, en cuanto la censura se lo permitió, reanudó sus publicaciones en catalán con Cadaqués, uno de sus libros más logrados, publicado por la Editorial Juventud. En 1949 y durante toda la década siguiente inicia una etapa fundamental de colaboración con la Editorial Selecta de Josep Maria Cruzet, durante la cual publica algunas de sus obras más conocidas como El vent de garbí, El carrer estret (hoy considerada una de las novelas más importantes de la literatura catalana de posguerra), Girona (un llibre de records), Els pagesos (de cuyo prólogo procede el mito autoconstruido del «Pla payés») y Cartes d'Itàlia.

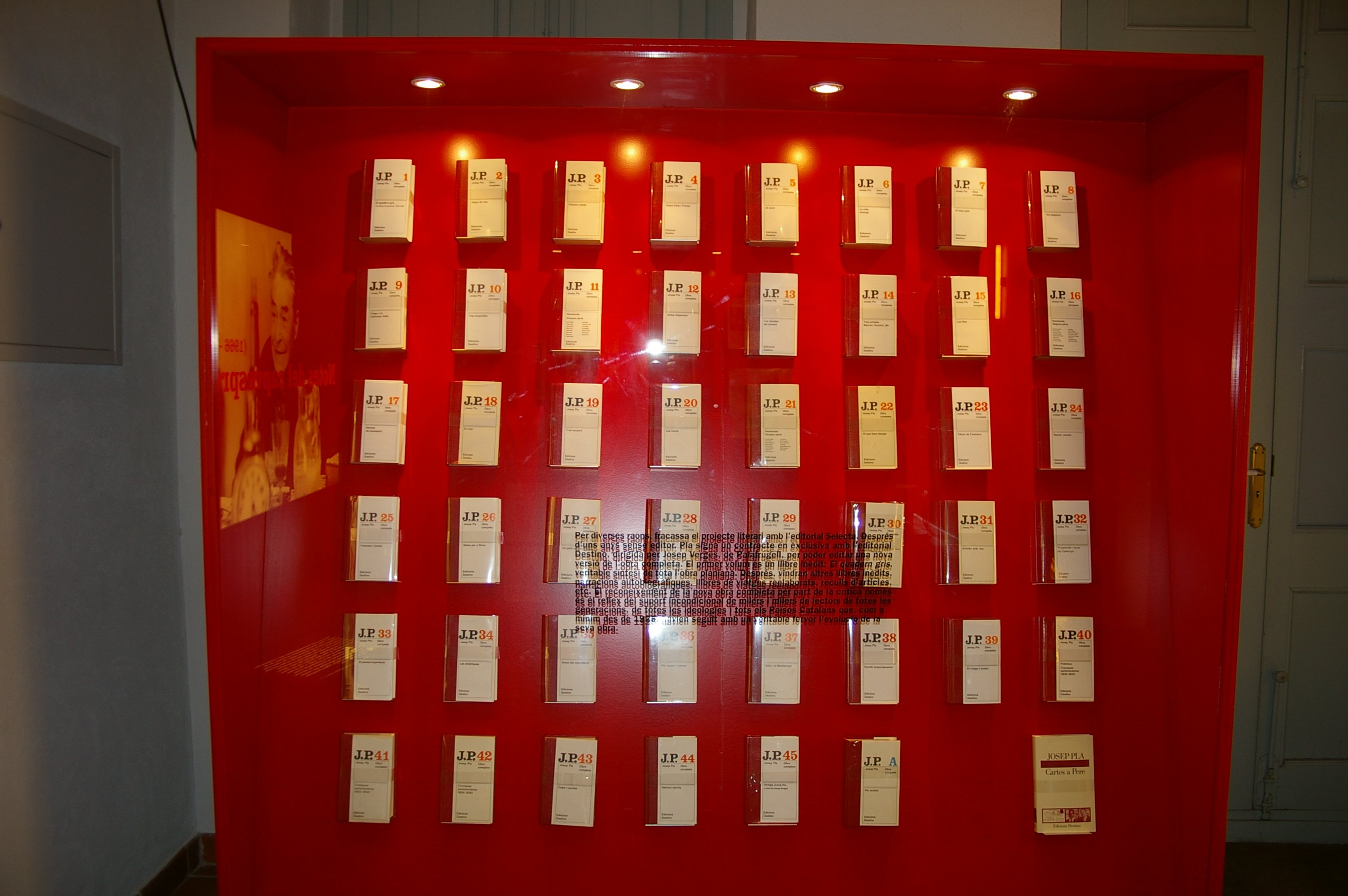
Los 47 volúmenes de la Obra Completa, expuestos en la Fundación Josep Pla de Palafrugell.

Pla vivió completamente dedicado a la escritura. La magnitud de su Obra Completa (47 volúmenes y más de treinta mil páginas), que recoge todos sus diarios, reportajes, artículos, ensayos, biografías, novelas y algunos poemas, todo ello procedente de unos 120 libros distintos, da una idea de su formidable capacidad de trabajo al tiempo que dificulta su clasificación cronológica. Muchas de esas páginas son el fruto de un continuo proceso de reescritura de originales no inéditos de juventud y de la reelaboración, traducción y corta-pega de los artículos semanales que durante casi cuarenta años publicó en castellano en la revista Destino, además de cientos de artículos publicados en periódicos dispersos y de una abundante correspondencia.

### Clasificación
La clasificación temática tampoco es fácil, ya que muchos artículos aparecen en diferentes lugares con algunas variantes, su repertorio temático es muy extenso y, sobre todo, las fronteras entre los géneros que cultivó no siempre son claras. No obstante, se puede hacer un intento de ordenación según géneros (los años reseñados corresponden a la publicación original, no a la traducción ni a la reedición en la Obra Completa):
- Narrativa: Coses vistes (1925) , Llanterna màgica (1926), Relacions (1927) son libros en los que predomina la narración pero que prefiguran y esbozan otros géneros que posteriormente serán esenciales en su obra. El carrer estret (premio Joanot Martorell 1951), Nocturn de Primavera (1953) y L'herència (1972) son propiamente novelas, pese a la poca consideración que Pla tenía por el género de ficción.

- Los dietarios: el dietario es probablemente el formato planiano más valorado por la crítica. Se trata de una forma literaria poco cultivada en la literatura castellana o catalana, constituida por anotaciones, observaciones y reflexiones diarias o periódicas. El dietarismo le proporciona a Pla gran libertad en el uso combinado de géneros diferentes: el diario personal, la descripción, la narración, el diálogo, las reflexiones personales, el consejo al lector, el retrato y el análisis de las costumbres de la gente y de los pueblos. El quadern gris[4] es el dietario que le consagró. No se trata de un diario auténtico, sino de un dietario «literario», redactado con posterioridad. Los temas centrales del dietario son el paisaje y la geografía ampurdanesa, la descripción de la vida cotidiana y la obsesión por la escritura del narrador-autor. Los elementos autobiográficos, si aparecen, suelen ser recreados y poco fiables. Publicó otros cuatro dietarios: Notes disperses, Notes per a Sílvia, Notes del capvesprol (Premio Ciutat de Barcelona 1979) y Notes per a un diari (publicado póstumamente).

- El ensayo antropológico y costumbrista: Els pagesos (1952), El pagès i el seu món y Les hores (1953). Algunas de las páginas más bellas escritas por Pla se refieren al pueblo de Cadaqués (Alto Ampurdán). Pla fue un cantor de la vida marinera, pero en sus escritos sobre Cadaqués aflora el certero reconocedor del paisaje rural y de las arquitecturas de piedra seca que predominan en el lugar.

- La biografía: Vida de Manolo (1928), Santiago Rusiñol i el seu temps (1955), Francesc Cambó (1928-1930), Homenots, Retrats de passaport y Tres senyors.

- Los viajes: Les illes, Viatge a la Catalunya Vella, Itàlia i el Mediterrani, Les Amèriques, Sobre París i França, Cartes de lluny (1947) e Israel, 1957 (1958).

- Reportajes políticos: Polémica. Cròniques parlamentàries (1929-1932), Madrid. L'adveniment de la República (1933) y Cròniques parlamentàries (1933-1934) y (1934-1936).

En total, 21 volúmenes, casi la mitad de su Obra Completa, son artículos periodísticos publicados en Destino, en La Publicitat y en La Veu de Catalunya.

### Selección de títulos
- Las alimañas (1922)
- Rússia (Notícies de l'URSS. Una enquesta periodística) (1925)
- Un viaje frustrado (1927)
- Vida de Manolo (Contada per ell mateix) (1928)
- Cartes de Lluny (1928)
- Madrid, 1921 (Un dietari) (1929)
- Madrid. L'adveniment de la República (1932)
- Historia de la Segunda República Española, 4 vols. (1940)
- Guía de la Costa Brava (1941)
- Las ciudades del mar (1942)
- Viaje en autobús (1942)
- Humor honesto y vago (1942)
- Rusiñol y su tiempo (1942)
- El pintor Joaquín Mir (1944)
- La huida del tiempo (1945)
- Cadaqués (1947)
- Viaje a pie (1949)
- El pagès i el seu món (1949)
- Mallorca, Menorca i Eivissa (1950)
- Bodegó amb peixos (1950)
- El carrer Estret (1951)
- Nocturn de primavera (1953)
- Les hores (1953; ampliado en 1971)
- Lo infinitamente pequeño (1954)
- Contraban (1954)
- L'Empordanet (1954)
- Week-end (d'estiu) a Nova York (1954)
- Barcelona, una discussió entrañable (1956)
- La vida amarga (Històries i fantasies) (1957)
- Israel 1957, un reportatge (1958)
- Homenots (primera sèrie) (1958)
- Homenots (tercera sèrie) (1960)
- Catalunya (1961)
- Un senyor de Barcelona (1962)
- El quadern gris (1966)
- Notes disperses, 1919-1960 (1969)
- El que hem menjat (1972)
- Notes per a Sílvia (1974)
- Notas del crepúsculo (1976)

### Obra Completa
A partir de 1956 inició con la editorial de Cruzet la primera serie de su Obra Completa, que llegó a veintinueve volúmenes y en las cuales empezó a publicar sus extraordinarios retratos titulados Homenots («Grandes tipos»). En 1962 se truncó la publicación con Selecta a causa del suicidio de Cruzet que paralizó la editorial y, tras unos años sin editor, en 1966 retoma el proyecto de la Obra Completa esta vez con Ediciones Destino, que estaba dirigida por su paisano y amigo Josep Vergés, y en la que ya colaboraba como periodista desde mucho antes. 

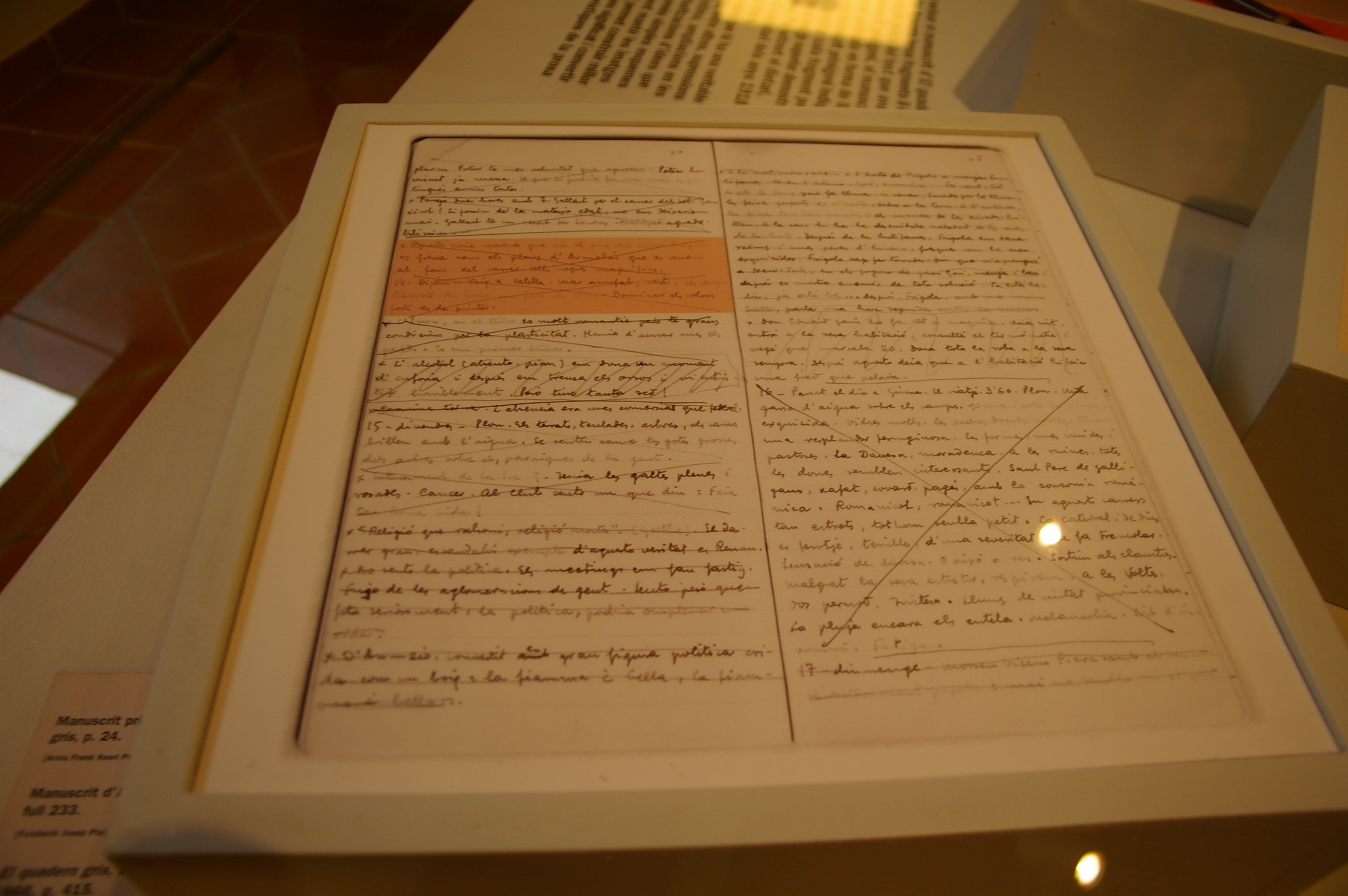
Manuscrito original de una página de El quadern gris.

 El primer volumen de esta nueva edición definitiva de su Obra Completa fue una obra inédita, El quadern gris, un dietario iniciado con poco más de veinte años, si bien reescrito y sustancialmente ampliado con posterioridad, traducido al castellano con el título El cuaderno gris por Dionisio Ridruejo. El famoso dietario planiano supuso un antes y un después en la consideración literaria de Pla, al que desde entonces se pasó a considerar como el mejor narrador de la literatura catalana contemporánea. La publicación de la Obra Completa continuó en los años siguientes y alcanzó el volumen 38 en vida del autor. Tras su muerte en 1981, el editor de Destino continuó preparando más volúmenes hasta llegar a los 47, incluyendo manuscritos inéditos no exentos de polémica (como sus Notas para un diario, escritas a mediados de los años sesenta), por las enmiendas, censuras y manipulaciones a las que les fue sometiendo el propio Vergés (al parecer, para suprimir ciertos pasajes obscenos). Los numerosos manuscritos y cartas que quedaron inéditos (parte en manos del editor Vergés y parte divididos entre las dos ramas de herederos) han sido objeto de una interminable disputa —todavía abierta— para lograr que se pusiesen a disposición de la Fundación Josep Pla de Palafrugell, y por tanto accesibles para los investigadores. Dichas cartas, publicadas con cuentagotas (como la correspondencia con su hermano Pere o con su editor Cruzet), están siendo cruciales para aclarar numerosos pasajes de la biografía del escritor.

### Teatro inspirado en Pla
Aunque no escribió teatro, su vida y obra inspiraron tras su muerte varias obras significativas, entre las cuales destacan: Ara que els ametllers ja están batuts, estrenada en 1990, en la que Josep Maria Flotats elaboró un retrato de Pla a través de un collage de sus textos. 
En La increíble historia del Dr. Floït & Mr. Pla, una producción de Els Joglars estrenada en 1997, que recrea los personajes de Stevenson, donde los particulares Dr. Jekyll y Mr. Hyde son, respectivamente, un industrial catalanista obsesionado por la riqueza y perfectamente reconocible que, al ingerir la loción de afeitado Floid, se convierte en un escritor culto, sensible e inteligente, que es Josep Pla y que encarna los valores opuestos al empresario.

## Estilo literario
Las características más importantes del estilo planiano son la sencillez, la ironía y la claridad. Extremadamente pudoroso y sensible al ridículo, detestaba los artificios y la retórica vacua. Durante toda su vida literaria, permaneció fiel a su estilo: «la necesidad de una escritura clara, precisa y sobria» y su desinterés por la ficción literaria, cultivando un estilo seco, aparentemente sencillo, pragmático y apegado a lo real. Fue un observador agudo de la realidad y de sus más pequeños detalles y dio fiel testimonio de la sociedad de su tiempo. Sus obras muestran una visión subjetiva y coloquial, «antiliteraria», en la que destaca sin embargo un enorme trabajo estilístico por llamar a las cosas por su nombre y «dar con el adjetivo preciso», una de sus obsesiones literarias más persistentes.

## Carácter y singularidad de Pla
Pla tuvo que vivir durante gran parte de su vida bajo la censura: en la dictadura de Primo de Rivera, luego en Italia y Alemania (donde trabajó como corresponsal en la época de ascenso de los fascismos europeos) y, por supuesto, durante la larga censura de Francisco Franco. Aunque en un principio simpatizó con la dictadura de Franco (escribió en 1940 que esta coincidía «con el interés general»), solo fueron unos meses. Rápidamente se mostró escéptico, especialmente por la imposibilidad de seguir publicando en catalán. Aunque instalado siempre en una suerte de posibilismo que le permitía publicar, le incomodaba profundamente la incansable censura franquista (dejó escrito en uno de sus diarios que era «la peor que había conocido», ejercida por «funcionarios del fanatismo»). Detestaba el desprecio del régimen autoritario por la lengua y la cultura catalanas y su obstinada incapacidad para convertirse en una democracia, aunque fuese tutelada. No se consideraba nacionalista catalán, era un hombre de mundo que creía en las singularidades territoriales pero también en la necesidad de una identidad española más general. Su regionalismo, de carácter conservador, se puede detectar en obras sobre sus excursiones por la provincia de Gerona, donde rememora a veces los episodios de las guerras carlistas con una simpatía manifiesta por el carlismo gerundense, muy activo por aquellos años y muy popular entre los campesinos.
Escritor incansable, hombre de orden aunque de talante liberal, a su modo de ver la vida es caótica, irracional, injusta, y las ansias de igualdad y de revoluciones son un delirio que provoca peores males que los que pretende atajar. Conservador y racional, no siente la acción, aunque sí la voluptuosidad y la sensualidad. Buen conversador, buen comedor y mejor bebedor (ya anciano, el whisky constituía todavía buena parte de su dieta), fumador empedernido de ideales, tocado de joven con un sombrero hongo y más tarde con su inseparable boina de paisano, detestaba la banalidad, la afectación cultural (rara vez incluye citas en sus obras, pese a ser un gran lector de los clásicos) y a «aquellos que hablan escuchándose». Por eso dejó escrito: «Es más difícil describir que opinar, infinitamente más: en vista de lo cual todo el mundo opina.».
Pasados 25 años desde su muerte, sus libros no han dejado de reeditarse y tanto la crítica castellana como la catalana le han reconocido de forma unánime como uno de los grandes escritores españoles del siglo XX.